# ジョニー・ウォーカー (プロレスラー)
ジョニー・ウォーカー（"Rubberman" Johnny Walker、本名：John Francis Walker、1934年9月10日 - 2020年6月10日）は、アメリカ合衆国のプロレスラー。サウスカロライナ州チャールストン出身。生年は1940年ともされた。
正義派の覆面レスラー、ミスター・レスリング2号（Mr. Wrestling II）での活動で知られる。1970年代から1980年代初頭にかけて、南部のNWAジョージア地区を主戦場に、当時のアメリカでは珍しい覆面のベビーフェイスとして人気を博した。

## 来歴

### "ラバーマン" ジョニー
パット・オコーナーらのトレーニングを受け、1956年に後年の居住地でもあるハワイにてデビュー。以後、"ラバーマン" ジョニー・ウォーカー（"Rubberman" Johnny Walker）のリングネームでカナダのトロントやテキサスのダラスなどを転戦、1960年代初頭はWWWFの前身団体であるNWAノースイースト地区のキャピトル・レスリング・コーポレーションでも活動した。1960年代後半からはテネシーのNWAミッドアメリカ地区を主戦場に、同地区認定のローカル・タイトルを再三獲得している。
1969年11月には日本プロレスの『NWAシリーズ』に初来日。当時のNWA世界ヘビー級王者ドリー・ファンク・ジュニアをはじめ、ダニー・ホッジ、ハーリー・レイス、ブル・ラモスらビッグネームが参戦した同シリーズにおいては目立った活躍は残せなかったものの、ラバーマン（ゴム人間）の異名通りの柔軟な体を駆使したクラッチ技を披露し、中堅どころの日本勢を翻弄した。
1971年、エディ・グラハムが主宰するNWAフロリダ地区で覆面レスラーのザ・グラップラー（The Grappler）に変身。3月23日にレネ・グレイから南部ヘビー級王座を奪取し、飛躍のきっかけを掴む。後に素顔に戻り、1972年6月24日にはボリス・マレンコと組んでフロリダ・タッグ王座も獲得した。また、フロリダでは本家ミスター・レスリングのティム・ウッズとも邂逅している。

### ミスター・レスリング2号
1973年、再興したジョージア・チャンピオンシップ・レスリング（GCW）では興行の目玉として人気マスクマンのミスター・レスリング（ティム・ウッズ）の招聘を計画していたが、当時フロリダでトップスターだったウッズはスケジュール調整が困難だったため、「第2のミスター・レスリング」を新規にプロデュースしてジョージアに登場させることになった。打診を受けたフロリダのエディ・グラハムは、同じく覆面レスラーとして活動し、ウッズとの対戦経験もあるウォーカーをGCWに紹介。以後、ミスター・レスリング2号（Mr. Wrestling II）に再変身したウォーカーは、少年ファンのヒーローとして大ブレイクを果たすことになる。
GCW登場後の同年3月2日には、空位となっていたNWAジョージア・ヘビー級王座の争奪トーナメントに優勝し、新王者となる。以降1980年1月にかけて、ビル・ワット、ロン・フラー、バディ・コルト、アブドーラ・ザ・ブッチャー、ニコライ・ボルコフ、ディック・スレーター、スタン・ハンセン、マスクド・スーパースターらを破り、GCWのフラッグシップ・タイトルである同王座を通算9回獲得した。また、ティム・ウッズともミスター・レスリング1号&2号としてタッグチームを結成し、ジ・アサシンズ（ジョディ・ハミルトン&ランディ・コリー）やミネソタ・レッキング・クルー（ジン・アンダーソン&オレイ・アンダーソン）とジョージア・タッグ王座を争っている。NWA世界ヘビー級王座にも再三挑戦しており、専門誌のモースト・ポピュラー部門のレイティングでは常に上位にランクされるなど、ジム・バーネットの主導で全米有数の繁栄マーケットとなったGCWの隆盛を支えた。

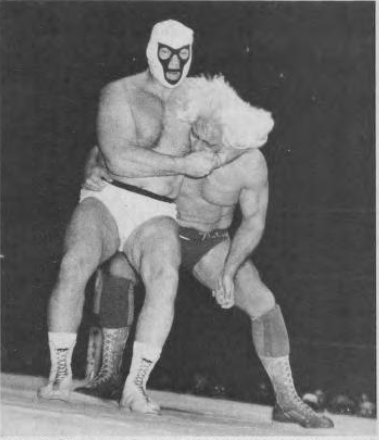
リック・フレアーと対戦するミスター・レスリング2号（1982年）

GCWを主戦場とする一方、南部の各テリトリーにも参戦して、1979年2月16日にはアーニー・ラッドからミッドサウス地区の北米ヘビー級王座を奪取。古巣のフロリダでは1981年12月にザ・スポイラー、1982年4月にJ・J・ディロンを破り、フロリダ・ヘビー級王座を獲得している。1982年3月18日にはジャクソンビルにて、当時ドリー・ファンク・ジュニアが保持していたインターナショナル・ヘビー級王座にも挑戦した。1983年にNWA圏を離れ、ビル・ワットの主宰するMSWAに転出。一時的にヒールのポジションに回り、1984年にジャンクヤード・ドッグやマグナムTAと北米ヘビー級王座を争った。
同年10月より、ベビーフェイスに戻ってWWFに登場。アイアン・シーク、グレッグ・バレンタイン、ブルータス・ビーフケーキ、アドリアン・アドニス、カウボーイ・ボブ・オートン、ランディ・サベージ、ブレット・ハートらと対戦し、1985年11月25日にはニューヨークのマディソン・スクエア・ガーデンにてテリー・ファンクとの「NWA対決」も行われたが、WWFでは活躍の機会に恵まれず、1986年初頭に離脱した。
以降はアラバマのコンチネンタル・チャンピオンシップ・レスリングを経てインディー団体を転戦後、1980年代末に引退。1993年にはWCW殿堂に迎えられている。引退後はハワイのホノルルに居住、2006年より現地の団体HCWのヘッド・トレーナーを務め、試合にも時折出場していた。2007年10月13日にはミスター・レスリング3号ことスティーブ・コリノと組んで同団体認定のタッグ王座を獲得している。
2008年8月に脳卒中を患ったが、その後回復。2012年にはNWA殿堂に迎えられた。全盛時はNWAルートで全日本プロレスへの参戦が有力視されたものの、人気選手としてアメリカで多忙だったこともあり、ミスター・レスリング2号に変身後の来日は実現しなかった。
2020年6月10日、85歳で死去。

## エピソード
- ジョージア出身のジミー・カーター元大統領の母親はミスター・レスリング2号の大ファンで、カーター自身も彼をお気に入りのレスラーとしていた[22][26]。カーターがレスリング2号にヘッドロックをかけている記念写真は政治的な不評を買ったものの[27]、プログラムの表紙に用いられるなどプロレス興行のプロモーション戦略において活用された。大統領就任式にも招待されたが、列席するには覆面を脱がなければならなかったため辞退したという[22]。
- 妻のオリビア・ウォーカーは歌手や芸能人の舞台衣装のデザイナーであり、レスラーのリングコスチュームではリック・フレアー、ダスティ・ローデス、グレッグ・バレンタイン、ポール・オーンドーフらのガウンを手掛けた[6]。フレアーは自著でオリビアのことを「リック・フレアーにオーラを与えた最大の貢献者」などと称えている[28]。

## 獲得タイトル
NWAミッドアメリカ
- NWA USジュニアヘビー級王座（ミッドアメリカ版）：6回[29]
- NWA USタッグ王座（ミッドアメリカ版）：1回（w / オニー・メイビア）[30]
- NWA世界タッグ王座（ミッドアメリカ版）：4回（w / レン・ロッシー×2、ベアキャット・ブラウン×2）[31]
- NWA南部タッグ王座（ミッドアメリカ版）：9回（w / ケン・ルーカス×2、ボブ・ラムステッド、サンダウン・キッド、デニス・ホール×3、トージョー・ヤマモト、ベアキャット・ブラウン）[32]

チャンピオンシップ・レスリング・フロム・フロリダ
- NWA南部ヘビー級王座（フロリダ版）：1回[10]
- NWAフロリダ・ヘビー級王座：1回[15]
- NWAフロリダ・タッグ王座：1回（w / ボリス・マレンコ）[11]

ジョージア・チャンピオンシップ・レスリング
- NWAジョージア・ヘビー級王座：9回[12]
- NWAジョージア・タッグ王座：5回（w / ボブ・オートン・ジュニア、ミスター・レスリング1号×3、トニー・アトラス）[13]
- NWAメイコン・タッグ王座：3回（w / ミスター・レスリング1号×2、ジェリー・ローラー）[33]
- NWAサウスイースタン・タッグ王座（ジョージア版）：1回（w / ビル・ドロモ）[34]

NWAトライステート / MSWA
- NWA北米ヘビー級王座（トライステート版）：1回[14]
- ミッドサウス北米ヘビー級王座：1回[17]
- ミッドサウス・タッグ王座：2回（w / タイガー・コンウェイ・ジュニア、マグナムTA）[35]

NWAビッグタイム・レスリング
- NWAテキサス・タッグ王座：1回（w / アメイジング・ズマ）[36]

コンチネンタル・チャンピオンシップ・レスリング
- NWAアラバマ・ヘビー級王座：1回[37]

ハワイ・チャンピオンシップ・レスリング
- HCWケカウリケ・ヘリテージ・タッグ王座：1回（w / ミスター・レスリング3号）[23]

ワールド・チャンピオンシップ・レスリング
- WCW殿堂：1993年[38]

ナショナル・レスリング・アライアンス
- NWA殿堂：2012年[24]

## 得意技
- ニー・リフト

ミスター・レスリング2号の代名詞ともいうべき打撃技。
- ジャックナイフ
- ローリング・クラッチ・ホールド
- ブレーンバスター
- ジャパニーズ・アームバー